# كيفن هاربر
كيفن هاربر (بالإنجليزية: Kevin Harper)‏ (15 يناير 1976 أولدهام المملكة المتحدة - ) هو لاعب كرة قدم بريطاني يلعب كمهاجم.

## روابط خارجية
- كيفن هاربر على موقع قاعدة بيانات كرة القدم.إي يو (الإنجليزية)
- كيفن هاربر على موقع Soccerbase.com (لاعب) (الإنجليزية)
- كيفن هاربر على موقع عالم كرة القدم.نت (الإنجليزية)